# Batumi

Centrala delarna av Batumi

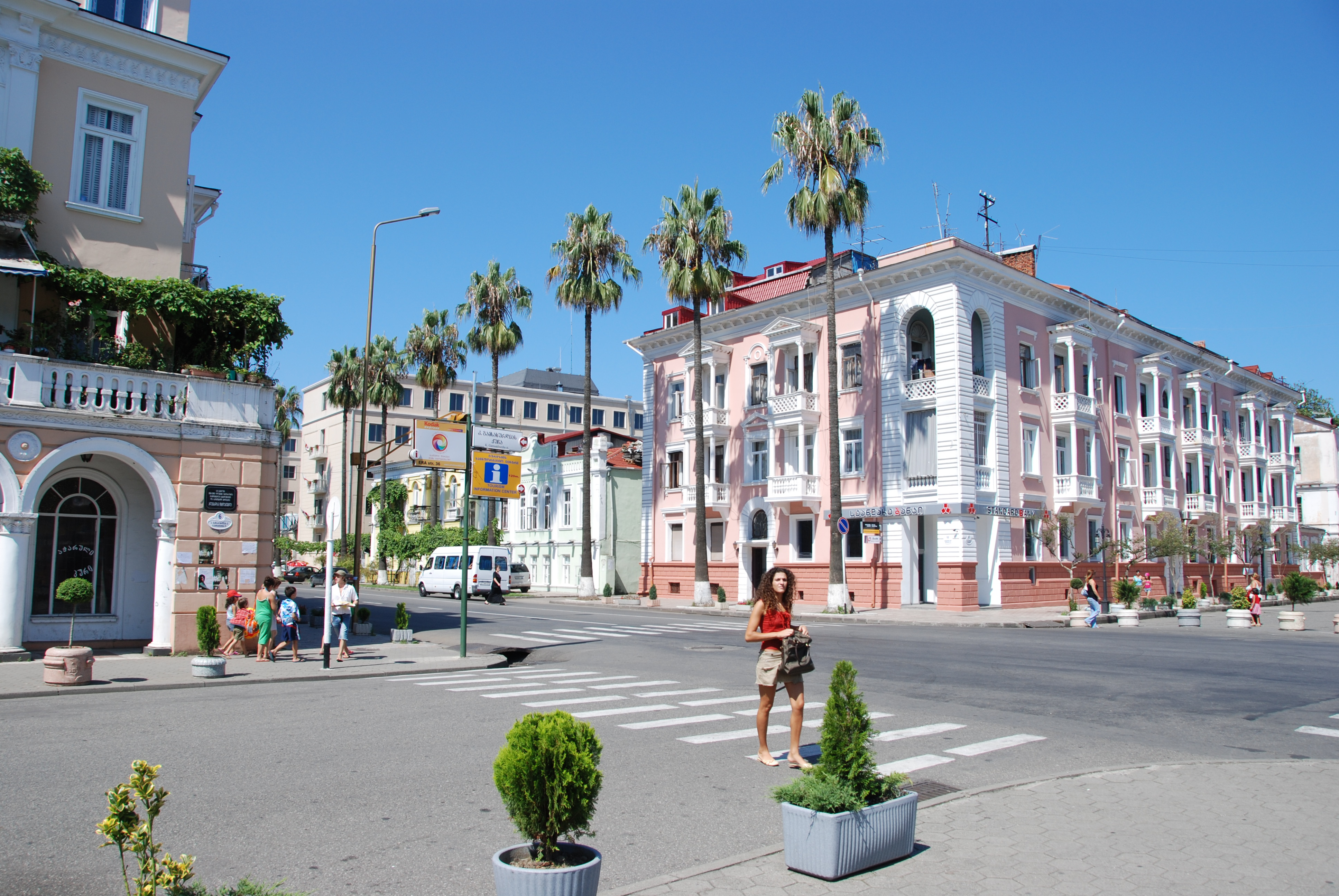
Batumis centrum

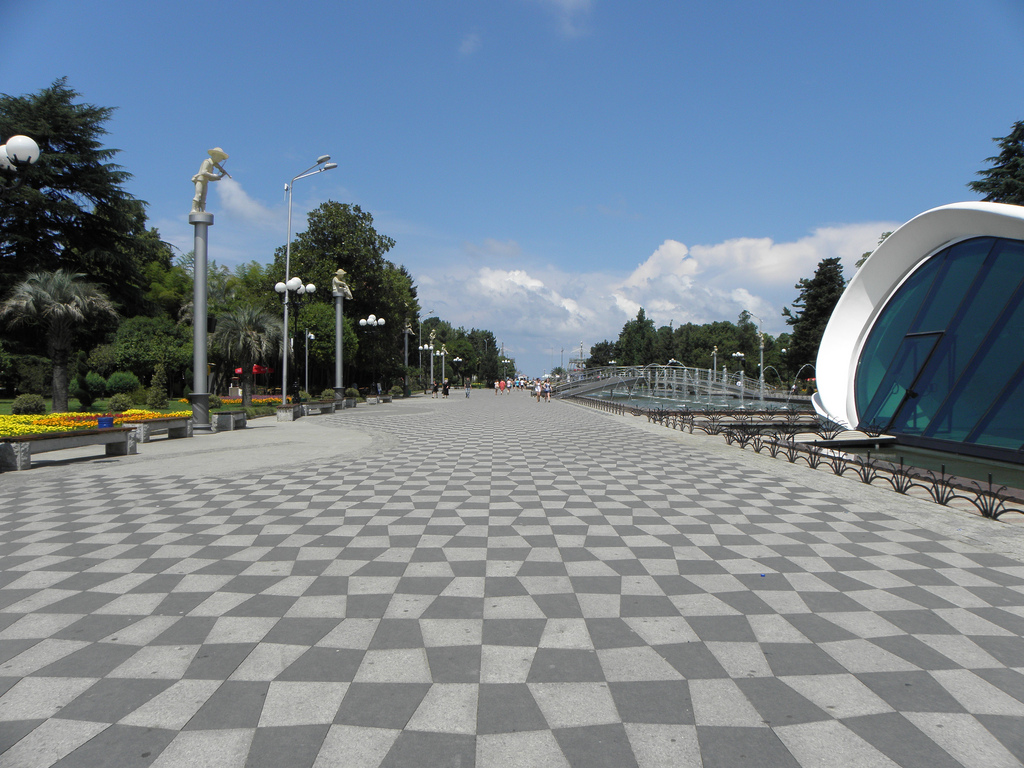
Batumis boulevard

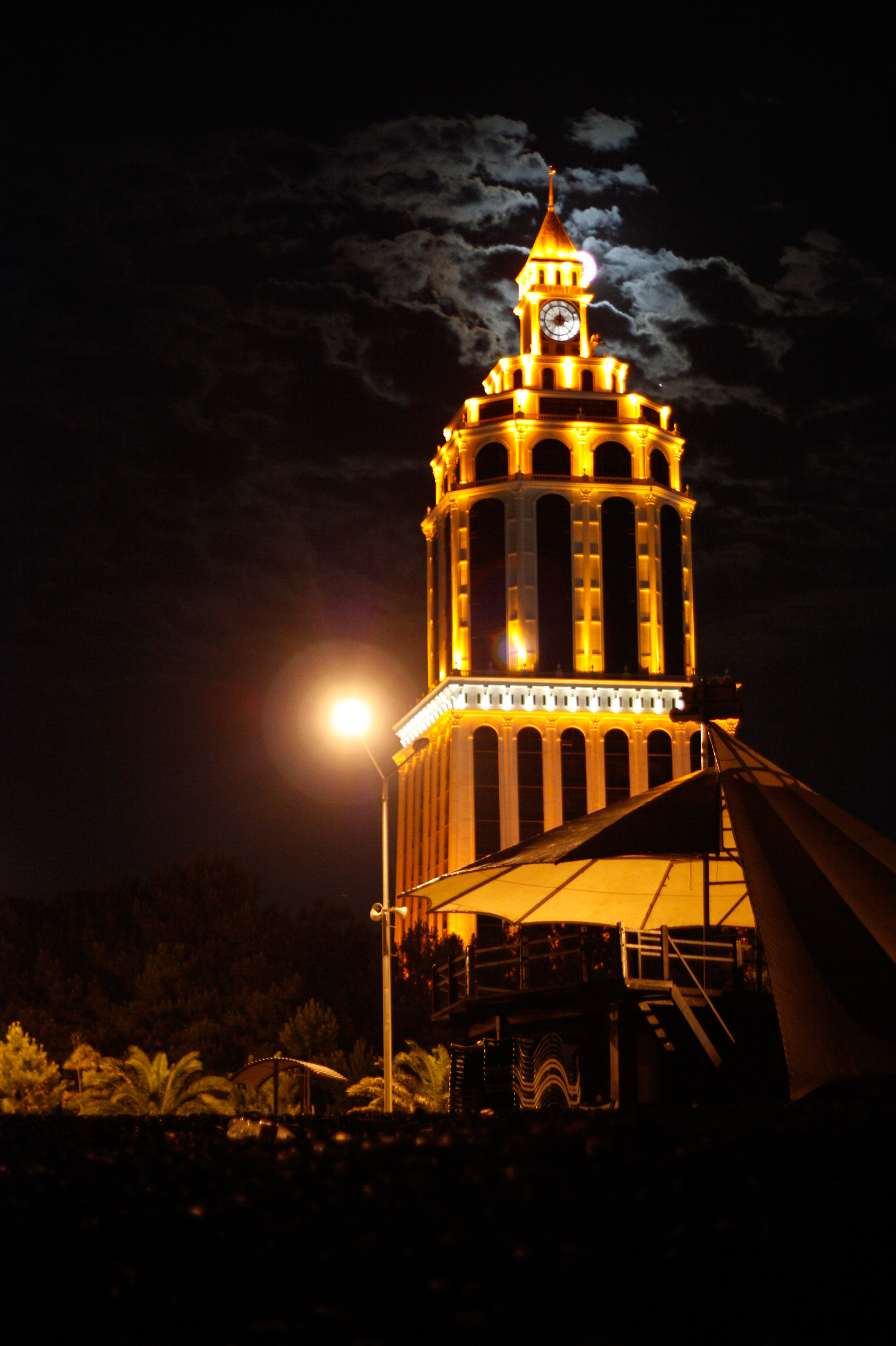
Sheraton Hotel i Batumi

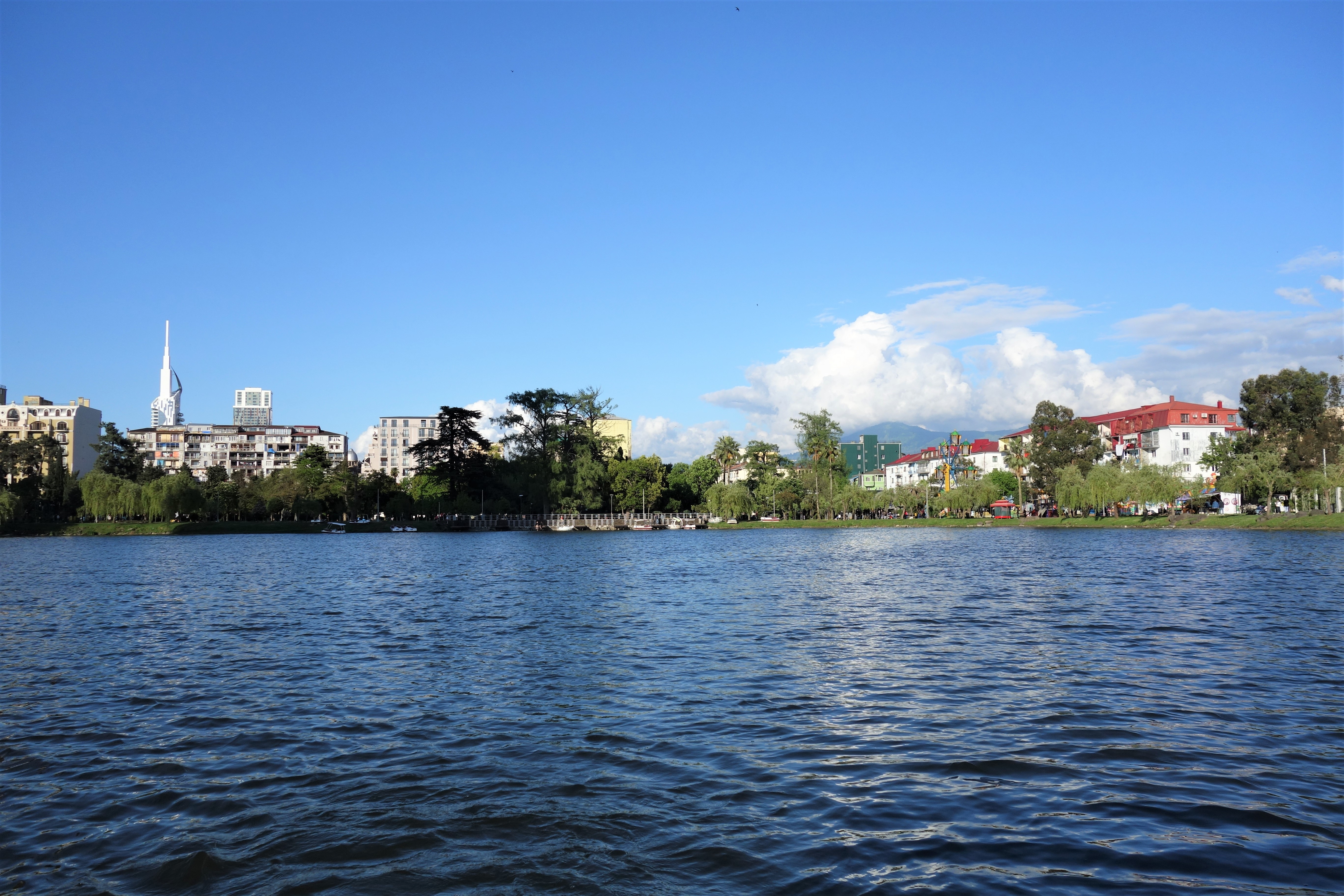
Nurisjön i Batumi

Batumi (georgiska: ბათუმი) är en stad i Georgien vid Svarta havet. Batumi är huvudstad i den autonoma republiken Adzjarien, som har ett visst självstyre inom Georgien. Staden hade cirka 173 700 invånare i början av 2022, vilket gör den till Georgiens näst största, efter huvudstaden Tbilisi och strax före Kutaisi och Rustavi.
Batumi är en av Georgiens viktigaste hamnstäder. Klimatet är subtropiskt och staden är en utpräglad semesterort.

## Historia

### Tidig historia
Batumi ligger vid platsen för den antika grekiska kolonin i Kolchis kallad Bathus eller Bathys - som härrör från den grekiska frasen bathus limen eller bathys limin med innebörden "djup hamn". Under Hadrianus (117–138 e.Kr.) konverterades staden till en befäst romersk hamn som senare övergavs för fortet Petra som grundades under Justinianus I (527–565). Under besättelsen av romersk-bysantinska styrkor var riket formellt en besittning under Lazica fram till en kortvarig ockupation av araber som inte lyckades hålla staden; på 800-talet blev den en del av Bagrationmonarkin av Tao-Klardzjeti och vid slutet av 900-talet blev staden en del av det enade georgiska kungariket. 
Från 1010 styrdes Batumi av eristavi (Georgiens vicekung). På slutet av 1300-talet, efter georgiska kungarikets sönderfall, hamnade Batumi i prinsarna (mtavari) av Guriens styre, ett västgeorgiskt furstendöme under nominell suveränitet av Imeretiens kungar. En incident inträffade år 1444 då den burgundiska flottiljen, efter ett misslyckat korståg mot det osmanska riket, trängde in i Svarta havet och ägnade sig åt sjöröveri längs dess östra kustlinje fram tills burgunderna under knekten Geoffroy de Thoisy utsattes för ett bakhåll under en pågående räd i hamnen Vaty, under vilket namn som européer då kände till Batumi. De Thoisy togs tillfånga och släpptes genom härskaren John IV av Trebizonds medling. 
På 1400-talet, under prins Kachaber Gurielis styre, ockuperade ottomanska turkar staden och dess distrikt, men lyckades inte hålla dem. De återvände med en styrka ett århundrade senare efter det avgörande nederlag som de utsatte den georgiska och den imeretiska armén för vid slaget om Sochoista. Batumi återerövrades, först av prins Rostom Gurieli år 1564, som förlorade staden kort därefter och sedan togs staden tillbaka år 1609 av Mamia Gurieli. Efter år 1627 var Batumi en del av det ottomanska riket. Med den turkiska erövringen inleddes islamiseringen av regionen Adzjarien, som ditintills dominerats av kristna. Den färdigställdes på slutet av 1700-talet. Under turkarna blev Batumi en stor befäst stad (2 000 invånare år 1807 och mer än 5 000 år 1877) och en aktiv hamn.

### Tsarryskt styre
År 1878 annekterades Batumi av Tsarryssland i enlighet med fördraget i San Stefano mellan Ryssland och det osmanska riket (ratificerat den 23 mars). I utbyte, enligt en hemlig anglo-osmansk Cypernkonvention, skulle britterna tillåtas att ockupera Cypern - Cuprum probatum. Staden ockuperades av ryssarna den 28 augusti 1878 och utropades som en frihamn fram till år 1886. Staden fungerade som ett centrum för ett speciellt militärdistrikt fram till dess att staden införlivades med regeringen Kutaisi den 12 juni 1883. Slutligen, den 1 juni 1903, med kung Okrug av Artvin etablerades den som regionen (oblasten) Batumi satt under direkt kontroll av Georgiens generalregering. 
Expansionen av Batumi inleddes år 1883 med konstruktionen av Batumi–Tiflis–Baku-järnvägen som färdigställdes år 1900 med slutförandet av Batumi–Baku-pipelinen. Hädanefter blev Batumi den huvudsakliga ryska oljehamnen i Svarta havet. Staden expanderade med stor omfattning och befolkningen ökade snabbt: 8 671 invånare 1882 och 12 000 år 1889. År 1902 fanns 16 000 människor i hamnen, med 1 000 personer som arbetade för Baron Rothschilds kaspiska och svartahavsoljebolag.

### Krig, kommunism och självständighet
Under år 1901, 16 år före den ryska revolutionen, levde Josef Stalin, Sovjetunionens framtida ledare, i staden där han organiserade strejker. I december 1914 sköts staden delvis i brand av osmanska trupper. Efter freden i Brest-Litovsk hölls en folkomröstning i staden och efter detta tillföll staden i augusti 1918 Turkiet och bildade i september tillsammans med Ardahan och Kars vilajetet Batum. I slutet av 1918 besatte brittiska trupper Batumi och behöll staden till 9 juli 1920. I mars 1920 beslöt ententens högsta råd att göra Batumi till en fri stad, internationalisera omgivningarna och även att mellan Batum och Trabzon infoga en självständig stat, Lafistan.
Kemal Atatürk överlät sedan juni 1921 staden till bolsjevikerna som en del av Adzjarien, under förutsättning att den ges autonomi, av hänsyn till muslimerna i Batumis blandade befolkning.
När Sovjetunionen kollapsade utnämndes Aslan Abasjidze till ledare över Adzjariens styrande råd och han höll kvar makten under hela 1990-talet. Medan andra regioner, som Abchazien, försökte bryta sig loss från Georgien behölls Adzjarien som en integrerad del i republikens territorium. På grund av det bräckliga säkerhetsläget utnyttjade Abasjidze statens svaghet och härskade området som en personlig förläning. I maj år 2004 flydde han från regionen till Ryssland som ett resultat av massprotester som utlöstes efter Rosenrevolutionen i Georgien.

### Nutid
Idag är Batumi en av Georgiens viktigaste och största hamnar. Hamnen har en kapacitet för 80 000-tons tankfartyg för att transportera bland annat olja. Oljan kommer från Azerbajdzjan och skeppas över hela världen. Mindre oljeexporter kommer också från Kazakstan och Turkmenistan. Utöver oljeexporterna exporterar staden även jordbruksprodukter. Sedan 1995 har antalet fraktfartyg som trafikerat hamnen ökat kontinuerligt. Hamnens årliga vinst beräknas uppgå till mellan 200 och 300 miljoner dollar, vilket motsvarar ungefär 1,5-2 miljarder svenska kronor.
Batumi har attraherat internationella investerare, med följd att fastighetspriserna ökat kraftigt. Kazakiska investerare har gjort omfattande hotellinvesteringar i staden, och hotellbyggnationer inletts vid den georgiska Svartahavskusten.
Tidigare låg den tolfte ryska militärbasen i staden. Efter Rosenrevolutionen 2003, tryckte regeringen på för basens avveckling, och 2005 nåddes ett överenskommande med Moskva. Enligt planen skulle basen då dras tillbaka 2008, men basen lämnades över till Georgien redan den 13 november 2007.
I juli 2007 flyttades den konstitutionella domstolens säte till Batumi från Tbilisi.
År 2011 utökades Batumis administrativa område med delar av det intilliggande distriktet Chelvatjauri.

## Geografi
Batumi är beläget vid Svartahavskusten, och är Georgiens största stad med kust till Svarta havet. Staden ligger i den autonoma republiken Adzjarien, och är huvudort för regionen.

### Klimat
Batumi ligger i den norra kanten av den fuktiga subtropiska zonen. Stadens klimat är kraftigt påverkat av det ständiga flödet från Svarta havet, och är utsatt för den orografiska effekten från de närliggande bergen. Detta resulterar i att det regnar mycket i Batumi under hela året, vilket gör Batumi till den regnigaste staden i både Georgien och hela Kaukasusregionen.
Årsmedeltemperaturen i Batumi är omkring 14 °C. Januari är den kallaste månaden med en medeltemperatur på 6 °C. Augusti är varmast med en medeltemperatur på 22 °C. Den lägsta temperaturen som uppmätts i Batumi är –9 °C, och den allra högsta 40 °C. Antalet dagar med en medeltemperatur över 10 °C är 239 av årets 365 dagar. Staden får 1 958 soltimmar per år.
Batumis genomsnittliga årsnederbörd är 2 718 mm (2,7 meter). September är den regnigaste månaden med ett snitt på 335 mm nederbörd, medan maj är den torraste månaden med i snitt 92 mm regn. Batumi får i allmänhet inga större mängder snö, och antalet dagar med snötäckt mark är 12 dagar per år. Den genomsnittliga nivån på den relativa luftfuktigheten varierar mellan 70 och 80 %.
|                                            | Jan | Feb | Mar | Apr | Maj | Jun | Jul | Aug | Sep | Okt | Nov | Dec |
| ------------------------------------------ | --- | --- | --- | --- | --- | --- | --- | --- | --- | --- | --- | --- |
| Normaldygnets maximitemperaturs medelvärde | 9   | 10  | 11  | 15  | 18  | 22  | 25  | 25  | 22  | 19  | 15  | 11  |
| Normaldygnets minimitemperaturs medelvärde | 3   | 4   | 5   | 9   | 13  | 17  | 19  | 19  | 16  | 13  | 9   | 6   |
|                                            |     |     |     |     |     |     |     |     |     |     |     |     |
| Nederbörd                                  | 281 | 228 | 174 | 122 | 92  | 163 | 182 | 255 | 335 | 306 | 304 | 276 |

| Diagram | temperaturer i °C • månadsnederbörd i mm • Källa: Weatherbase.com | temperaturer i °C • månadsnederbörd i mm • Källa: Weatherbase.com | temperaturer i °C • månadsnederbörd i mm • Källa: Weatherbase.com | temperaturer i °C • månadsnederbörd i mm • Källa: Weatherbase.com | temperaturer i °C • månadsnederbörd i mm • Källa: Weatherbase.com | temperaturer i °C • månadsnederbörd i mm • Källa: Weatherbase.com | temperaturer i °C • månadsnederbörd i mm • Källa: Weatherbase.com | temperaturer i °C • månadsnederbörd i mm • Källa: Weatherbase.com | temperaturer i °C • månadsnederbörd i mm • Källa: Weatherbase.com | temperaturer i °C • månadsnederbörd i mm • Källa: Weatherbase.com | temperaturer i °C • månadsnederbörd i mm • Källa: Weatherbase.com | temperaturer i °C • månadsnederbörd i mm • Källa: Weatherbase.com |
|         | 281 9 3                                                           | 228 10 4                                                          | 174 11 5                                                          | 122 15 9                                                          | 92 18 13                                                          | 163 22 17                                                         | 182 25 19                                                         | 255 25 19                                                         | 335 22 16                                                         | 306 19 13                                                         | 304 15 9                                                          | 276 11 6                                                          |

### Stadsdelar
Per den 31 mars 2008, efter ett beslut av Batumis distriktfullmäktige, är Batumi indelat i sju stadsdelar:
| Namn            | Georgiskt namn       |
| --------------- | -------------------- |
| Gamla Batumi    | ძველი ბათუმის უბანი  |
| Chimsjiasjvili  | ხიმშიაშვილის უბანი   |
| Bagrationi      | ბაგრატიონის უბანი    |
| Aghmashenebeli  | აღმაშენებლის უბანი   |
| Dzjavachisjvili | ჯავახიშვილის უბანი   |
| Tamar           | თამარის უბანი        |
| Boni-Gorodok    | ბონი-გოროდოკის უბანი |

## Ekonomi
Efter konstruktionen av pipelinen Batumi–Tbilisi–Baku år 1883 i Baku började stadens hamn genomgå stora förändringar. Mellan år 1897 och 1907 konstruerades pipelinen i Batumi och hamnen blev en stor hamn där Ryssland var engagerat i exporten av petroleumprodukter.
På sovjettiden byggdes stora industrier med industriella företag i staden: ett oljeraffinaderi, teknik (utrustning för teindustrin), varvsfabriker, tefabriker och citrusplantage.
Idag består stadens stora industrianläggningar av Batumis hamn, Batumis oljehamn och Batumis containerterminal. I staden förs även utveckling av mindre industrier som skotillverkning och kläder, te- och tobaksodling, en läkemedelsfabrik samt kaffeanläggningar.

## Turism

Strandpromenaden i Batumi

Batumi har blivit en stor turistort i Georgien. Till Batumi kommer inte enbart turister från Georgien, utan från hela regionen. Dessutom kommer allt fler turister från Europa och Amerika för att besöka staden. I augusti 2009 besökte rekordmånga staden, då 400 000 turister befann sig i regionen. Under 2010 öppnade ett nytt delfinarium i staden. 2009 byggdes stadens strandboulevard ut, från att vara 1,5 kilometer lång till 7 kilometer. I staden byggs många nya byggnader. 2010 färdigställdes bygget av Sheraton Hotel i Batumi, även Hilton Hotels bygger i staden. Sedan tidigare finns även hotellet Intourist Palace i staden, där många konferenser hållits.

### Sevärdheter
I staden finns den 6 kilometer långa boulevarden (Batumis boulevard), belägen vid strandkanten mot Svarta havet. Boulevarden är under konstruktion, och kommer när den är klar att vara Europas längsta, sammanlagt 20 kilometer lång. Med det kommer boulevarden att ansluta Batumi med turistorterna Kvariati, Gonio och andra populära semesterorter. Det adzjariska statsmuseet huserar i staden. På museet finns bland annat skatter från antiken, kolchiska bronskronor, vaser och smycken i guld och silver.
I norra delen av staden ligger Batumis botaniska trädgård. Den erbjuder 114 hektar av 3 270 olika sorters dendrologiska trädarter.
På klippterrasserna runt staden erbjuds vackra vyer över Batumis bukt. I södra staden finns ett akvarium, och även ett delfinarium med tränade tumlare som uppträder.
En populär sevärdhet är Gonio, en senromersk fästning tio kilometer utanför stadens centrum.

## Kommunikationer
Utanför stadens centrum ligger Batumis internationella flygplats, en av Georgiens tre internationella flygplatser. Batumi korsas också av en av landets större vägar, ს 2, som här är en del av Europavägen E70, som går från hamnstaden Poti i Georgien till Spanien. Dessutom sammanbinds Batumi med en järnväg mot huvudstaden Tbilisi. I staden har man även lanserat ett lånesystem för cyklar, kallade BatumVelo. Med dessa kan man låna en cykel och ställa den på en uppsamlingsplats för dessa cyklar.

## Demografi och Religion

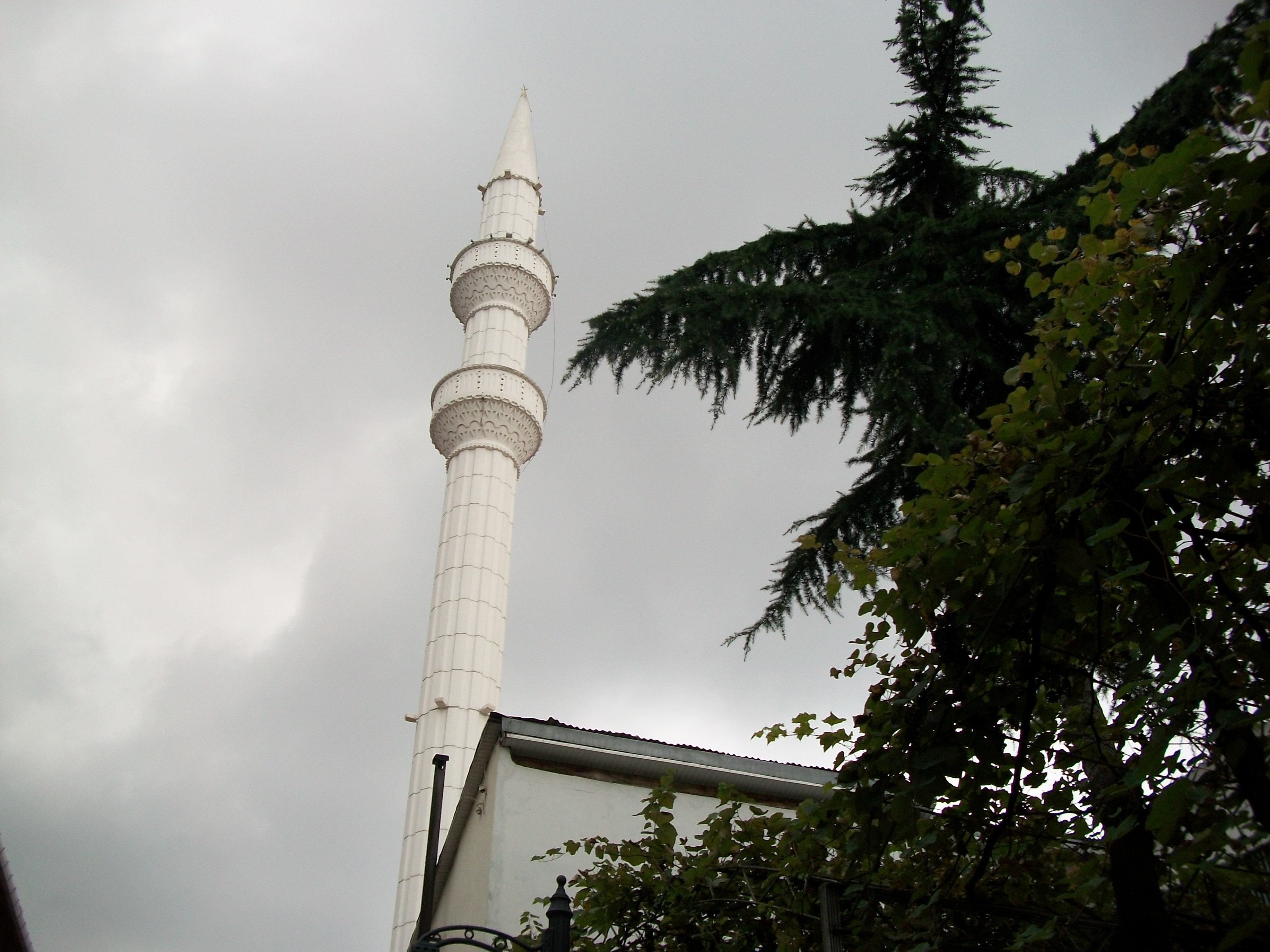
Moskén i Batumi

,Enligt en folkräkning från år 2014 utfärdat av det statistiska departementet i Georgien hade staden 2014 152 839 invånare. Detta ger en densitet på 2355.0 invånare per km². I staden finns flera etniska grupper, varav majoriteten är georgier, listan nedan är en beräkning från år 2014:
- Georgier - 142 691 (innefattar adzjarier och lazer)
- Armenier - 4 636
- Ryssar - 2 889
- Abchazer - 229
- Ukrainare - 628
- Greker - 289
- Azerer - 269
- Osseter - 71
- Jezider - 76
- Kister - 4

I Batumi finns församlingar för Georgiska apostoliska, autokefala och ortodoxa kyrkan 68,7%, Islam 25,4%, Katoliker, Armeniska apostoliska kyrkan och Judar. I staden finns:
- Den georgiska ortodoxa katedralen av Guds Moder, och Sankta Barbarakyrkan
- Den katolska kyrkan av den helige Ande
- Batumis moské
- Batumis armeniska kyrka
- Batumis synagoga

## Kultur och utbildning

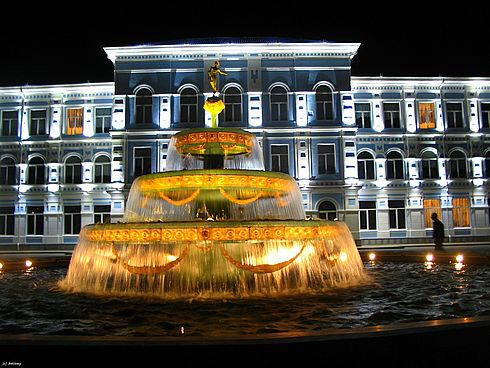
Sjota Rustavelis statliga universitet.

I staden ligger Batumis statliga universitet som är uppkallat efter poeten Sjota Rustaveli. Det finns även yrkesmässiga utbildningar i Batumi, däribland den maritima akademien och andra läroanstalter. I staden, som är Adzjariens huvudort, ligger Adzjariens konstmuseum. Här återfinns även Ilia Tjavtjavadzeteatern, en cirkus och andra kulturella platser.

### Sport
Stadens största fotbollsklubb, Dinamo Batumi, är en av Georgiens mest anrika fotbollsklubbar. Klubben bildades år 1923 och vann under sovjettiden fotbollsligan två gånger, 1938 och 1940. På senare år har klubben inte nått några större framgångar och spelar just nu i Georgiens andradivision, Pirveli Liga. Klubbens hemmaarena heter Tsentraluri Stadioni (Centralstadion), och ligger i stadens centrum. Från staden kommer även klubben Adeli Batumi som spelar sina matcher på Adeli-stadion i centrala Batumi. Sedan säsongen 2010/2011 spelar även Adeli i Pirveli Liga.

### Kända personer
Kända personer som kommer från, har levt i, eller har anknytning till Batumi:
- Sopo Chalvasji – den första representanten för Georgien i Eurovision Song Contest (2007)
- Levan Varsjalomidze – nuvarande ordförande i den adzjariska regeringen
- Katie Melua – sångerska
- Arkadij och Boris Strugatskij – science fictionförfattare
- Herbert Backe – minister för livsmedel, jordbruk och skog i Nazityskland
- William Horwood Stuart – brittisk diplomat som mördades i staden 1906
- Fjodor Jurtjichin – kosmonaut
- Valerij Meladze – sångare
- Konstantin Meladze – sångare, kompositör
- Odysseas Dimitriadis – grek-sovjetisk dirigent

## Arkitektur

Medeastatyn i Batumi.

Batumi har en varierande arkitektur. I gamla Batumi finns äldre arkitektur där de flesta byggnaderna härrör från 1800-talet. 
Staden har en fästning som heter "Tamara", vilket även är en stadsdel i staden. Staden har även en katolsk kyrka. Från sovjettiden finns ett antal kända byggnader i staden, bland annat dramateatern (byggd 1952) och biografen "Tbilisi" (byggd 1964). 
Efter att ha kommit till makten i Georgien år 2004 inledde president Micheil Saakasjvili en aktiv utveckling och modernisering av staden och bland annat planer på att bygga skyskrapor i staden inleddes. Under år 2010 avslutades bygget av Hotell Sheraton och den 15 juli 2011 öppnade Hotell Radisson i staden. Bygget av ett Hotell Hilton pågår även det i staden. En annan arkitektonisk sevärdhet i staden är Medeastatyn, som invigdes den 6 juli 2007.
I staden finns monument till kända personer som Aleksander Pusjkin, Vazja Psjavela och Sjota Rustaveli. Ett annat utmärkande inslag i staden är den 8 kilometer långa strandpromenaden som löper utmed svarta havskusten. Nära Batumi, vid den så kallade "gröna kapet", ligger Batumis botaniska trädgård, som överblickar staden.

## Internationella relationer

### Systerstäder
- Ağcabädi, Azerbajdzjan
- Vanadzor, Armenien (2006)
- Pireus, Grekland (1996)
- Bari, Italien (1987)
- Kislovodsk, Ryssland (1997)
- Savannah, Georgia, USA
- San Sebastián, Spanien (1987)
- Artvin, Turkiet (1999)
- Trabzon, Turkiet (2000)
- Cartagena, Colombia (1987)
- Zibo, Kina
- Jalta, Ukraina (2008)
- Volos, Grekland (2007)
- Burgas, Bulgarien (2009)

Panoramavy över Batumis skyline 2010

### Fotnoter
1. 1 2 3  Georgia: Cities & towns, pop-stat.mashke.org. Läst 11 november 2022.
2. ↑  Zaim M. Necatigil (1993), The Cyprus Question and the Turkish Position in International Law, s. 3. Oxford University Press, ISBN 0198258461.
3. ↑  Simon Sebag Montefiore, Young Stalin, sida 77.
4. ↑  Simon Sebag Montefiore, Young Stalin, sida 79.
5. ↑  Jones, Stephen F. (2005), Socialism in Georgian Colors: The European Road to Social Democracy, 1883-1917, s. 102. Harvard University Press, ISBN 0674019024
6. ↑  Carlquist, Gunnar, red (1939 (nyutgåva)). Svensk uppslagsbok. Bd 3. Malmö: Svensk uppslagsboks förlag AB. sid. 278
7. ↑  ”Arkiverade kopian”. Arkiverad från originalet den 15 september 2010. https://web.archive.org/web/20100915044955/http://www.batumiport.com/en/01-002.html. Läst 7 september 2010.
8. ↑  http://www.civil.ge/eng/article.php?id=16321
9. ↑  ერთი მხრივ, თვითმმართველ ქალაქ ბათუმსა და ხელვაჩაურის მუნიციპალიტეტს და, მეორე მხრივ, თვითმმართველ ქალაქ ბათუმსა და ქობულეთის მუნიციპალიტეტს შორის ადმინისტრაციული საზღვრების შეცვლის თაობაზე (georgiska), Resolution of the Parliament of Georgia, No. 4757-Iს. Legislative Herald of Georgia. Läst 11 november 2022.
10. ↑  http://www.weatherbase.com/weather/weather.php3?s=48473&refer=&units=us
11. ↑  დადგენილება N 3-1 ბათუმის უბნები (Beslut #3.1. Batumis stadsdelar). Batumis distriktfullmäktige. (georgiska)
12. 1 2  ”Батуми”. Jandeks Slovari. http://slovari.yandex.ru/%D0%91%D0%B0%D1%82%D1%83%D0%BC%D0%B8/%D0%91%D0%A1%D0%AD/%D0%91%D0%B0%D1%82%D1%83%D0%BC%D0%B8/. (ryska)
13. ↑  ”Arkiverade kopian”. Arkiverad från originalet den 21 juli 2011. https://web.archive.org/web/20110721025850/http://batumi.ge/en/?page=show&sec=75. Läst 7 september 2010.
14. ↑  ”Arkiverade kopian”. Arkiverad från originalet den 26 augusti 2010. https://web.archive.org/web/20100826004100/http://www.batumiairport.com/. Läst 7 september 2010.
15. ↑  ”Arkiverade kopian”. Arkiverad från originalet den 11 maj 2012. https://web.archive.org/web/20120511074652/http://www.batumi.ge/en/?page=show&sec=34. Läst 7 september 2010.
16. ↑  georgia-ethnic-loc2014
17. ↑  საქართველოს 2014 წლის მოსახლეობის საყოველთაო აღწერის ძირითადი შედეგები
18. ↑  ”Shota Rustaveli State University”. bsu.edu.ge. http://www.bsu.edu.ge/index.php?lang=en. (engelska) (georgiska)
19. ↑  ”Dinamo Batumi”. fcd.batumi.ge. Arkiverad från originalet den 20 juli 2013. https://web.archive.org/web/20130720014633/http://fcd.batumi.ge/. (georgiska)